# Henrik Haukeland
Henrik Haukeland, född 6 december 1994 i Fredrikstad, är en norsk professionell ishockeymålvakt som spelar för Färjestad BK i SHL.

## Meriter
- 2016 — Avancemang till Svenska hockeyligan med Leksands IF
- 2018 — Avancemang till Svenska hockeyligan med Timrå IK